# Norberto Menutti
Norberto Américo Menutti (nacido el 30 de diciembre de 1943) es un exfutbolista argentino. Se desempeñaba en el puesto de arquero. Fue campeón de Primera División de Argentina con Rosario Central.

## Carrera
Menutti se inició en el Club Atlético Lanús; integró el plantel de primera desde 1960. Siendo habitual suplente, formó parte del elenco que descendió a Segunda División en 1961, así como también del que logró el título en la categoría de ascenso y el consiguiente retorno a Primera División en 1964.
Pasó a Flandria en 1965, jugando el Campeonato de Tercera División. En 1966 fue fichado por Los Andes, en Segunda. Al año siguiente sería protagonista en el equipo milrayitas que consiguió el ascenso a Primera División, de la mano del entrenador Jim Lópes. Continuó en el arco del cuadro de Lomas de Zamora en la máxima categoría durante las siguientes dos temporadas.
En 1970 llegó a Rosario Central, recomendado por Ángel Tulio Zof, quien lo había dirigido en Los Andes. Su debut se produjo el 30 de mayo, en cotejo ante Platense, válido por la 13.ª fecha del Metropolitano y que finalizó 0-0. El cargo de entrenador en el canalla era ocupado en forma interina por el profesor Carlos Cancela. 
La competencia por la titularidad del arco centralista fue feroz, ya que el club rosarino contaba con otros dos arqueros de gran nivel: Carlos Biasutto y Ramón Quiroga. Hasta el Metropolitano 1971 inclusive, los tres porteros se repartieron las presencias en la valla. 
Durante el Nacional 1971, Menutti ganó el puesto, faltando solo tres encuentros que se jugaron con juveniles debido a una huelga de profesionales. En este torneo, Rosario Central se consagró campeón de liga argentina por primera vez en su historia. La actuación de Menutti en el partido semifinal ante Newell's Old Boys del 19 de diciembre fue fundamental para mantener su arco en cero. Dicho cotejo fue ganado por Central 1-0 con gol de palomita de Aldo Pedro Poy.

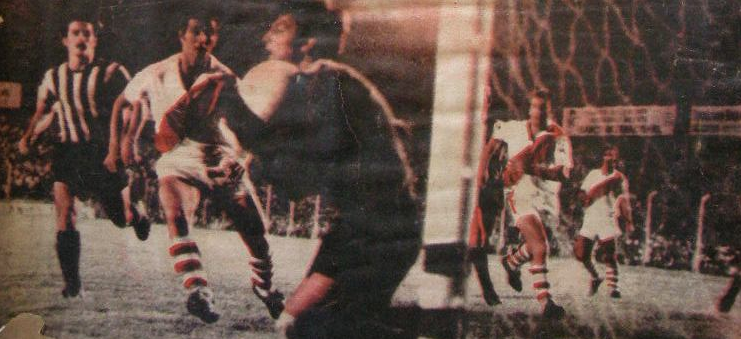
Menutti embolsa la pelota en un partido ante River Plate.

Durante 1972 fue perdiendo terreno ante Biasutto, quien se comenzó a erigir como el dueño de la valla auriazul. Dejó el club al finalizar el año, totalizando 66 partidos defendiendo la casaca canalla con solo 62 goles recibidos, incluyendo datos de su participación por Copa Libertadores 1971 y 1972.
Prosiguió su carrera en el fútbol colombiano, jugando por Deportivo Cali en 1973 y por Junior de Barranquilla en 1975. Cerró su carrera en Los Andes, disputando la temporada 1976 de la Primera B, en la cual su equipo llegó a la ronda final por el ascenso a Primera, no logrando dicho objetivo al terminar en el tercer lugar.

## Clubes
| Club            | País      | Año       |
| --------------- | --------- | --------- |
| Lanús           | Argentina | 1960-1965 |
| Flandria        | Argentina | 1966      |
| Los Andes       | Argentina | 1967-1969 |
| Rosario Central | Argentina | 1970-1972 |
| Deportivo Cali  | Colombia  | 1973      |
| Junior          | Colombia  | 1975      |
| Los Andes       | Argentina | 1976      |

## Palmarés
| Título                     | Equipo          | País      | Año    |
| -------------------------- | --------------- | --------- | ------ |
| Segunda División           | Lanús           | Argentina | 1964   |
| Ascenso a Primera División | Los Andes       | Argentina | 1967   |
| Primera División           | Rosario Central | Argentina | N-1971 |